# Туркменистан на Олимпийских играх
Туркменистан впервые принял участие в летних Олимпийских играх 1996 года, но ни разу не участвовал в зимних Олимпийских играх. Ранее туркменские спортсмены выступали за команду Советского Союза, а в 1992 году — как часть Объединённой команды. Туркменистан является единственной на постсоветском пространстве страной, никогда не принимавшей участие в зимних Олимпийских играх.
За годы участия в Олимпийских играх в составе команды СССР туркменские спортсмены выиграли две медали — одну золотую (на Летней Олимпиаде 1964 года в Токио (Япония)) и одну серебряную (на Летней Олимпиаде 1960 года в Риме (Италия)).
За годы самостоятельного участия в Олимпийских играх туркменские спортсмены выиграли одну серебряную медаль — на Летней Олимпиаде 2020 года в Токио (Япония). До Олимпиады 2020 года в Токио Туркменистан был единственной на постсоветском пространстве страной, чья олимпийская сборная никогда не завоёвывала медалей.

## Список медалей на летних Олимпийских играх
| 1952—1988           | СССР                 | СССР                 | СССР                 | СССР                 | СССР                 | СССР                 |
| Барселона 1992      | Объединённая команда | Объединённая команда | Объединённая команда | Объединённая команда | Объединённая команда | Объединённая команда |
| Атланта 1996        | 0                    | 0                    | 0                    | 0                    |                      |                      |
| Сидней 2000         | 0                    | 0                    | 0                    | 0                    |                      |                      |
| Афины 2004          | 0                    | 0                    | 0                    | 0                    |                      |                      |
| Пекин 2008          | 0                    | 0                    | 0                    | 0                    |                      |                      |
| Лондон 2012         | 0                    | 0                    | 0                    | 0                    |                      |                      |
| Рио-де-Жанейро 2016 | 0                    | 0                    | 0                    | 0                    |                      |                      |
| Токио 2020          | 0                    | 1                    | 0                    | 1                    |                      |                      |
| 2024 Париж          |                      |                      |                      |                      |                      |                      |
| Всего               | 0                    | 1                    | 0                    | 1                    |                      |                      |

### Медали по видам спорта
Летние виды спорта
| Вид спорта       | Золото | Серебро | Бронза | Всего |
| ---------------- | ------ | ------- | ------ | ----- |
| Тяжёлая атлетика | 0      | 1       | 0      | 1     |
| Всего            | 0      | 1       | 0      | 1     |

## Медалисты
| Медаль  | Спортсмен      | Игры       | Вид спорта       | Дисциплина |
| ------- | -------------- | ---------- | ---------------- | ---------- |
| Серебро | Полина Гурьева | 2020 Токио | Тяжёлая атлетика | до 51 кг   |